# Rot-grüne Koalition
Unter einer rot-grünen oder grün-roten Koalition (kurz Rot-Grün oder Grün-Rot) versteht man eine Koalition zwischen einer sozialdemokratischen oder sozialistischen Partei (Parteifarbe rot) und einer grünen Partei (Parteifarbe grün). Die Partei mit erstgenannter Farbe befindet sich jeweils in Führungsrolle (meist aufgrund einer Stimmen- oder Mandatsmehrheit).

## Deutschland
In Deutschland ist damit eine Koalition zwischen der SPD und der Partei Bündnis 90/Die Grünen (oder deren Vorgängerpartei, den Grünen) gemeint.
Die erste „grün-rote“ Koalition auf Landesebene in Deutschland entstand im Mai 2011 in Baden-Württemberg.

### Bundesebene
Auf Bundesebene regierten SPD und Bündnis 90/Die Grünen erstmals gemeinsam von 1998 bis 2005. Unter Bundeskanzler Gerhard Schröder stellten die Grünen in den Kabinetten Schröder I und Schröder II jeweils drei Bundesminister, darunter den Vizekanzler und Bundesaußenminister Joschka Fischer.
Die zweite rot-grüne Koalition entstand als Minderheitsregierung am 6. November 2024 durch Bruch der bisherigen Ampelkoalition, nachdem Bundeskanzler Olaf Scholz den Finanzminister Christian Lindner (FDP) entlassen hatte. Die Minister von SPD und Grünen blieben im Kabinett Scholz. Bei der Bundestagswahl 2025 verfehlte die Koalition die Mehrheit.

### Länderebene
Seitdem 1985 in Hessen die erste rot-grüne Koalition auf Landesebene geschlossen wurde, gab es bisher in zehn Ländern rot-grüne Landesregierungen.

#### Baden-Württemberg

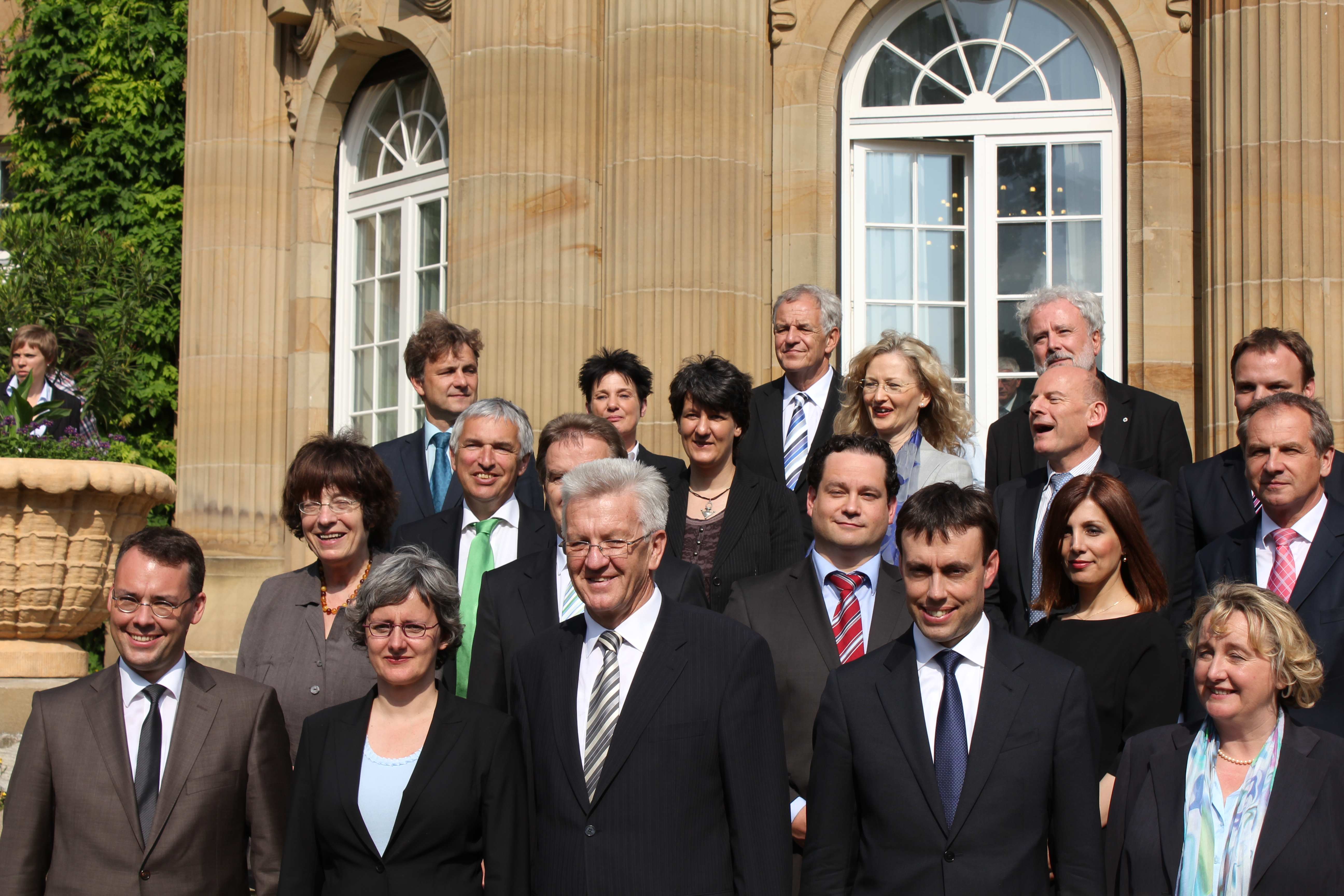
Gruppenbild des ersten grün-roten Regierungskabinetts Winfried Kretschmanns vor der Staatskanzlei Baden-Württembergs (2011)

Nach der Landtagswahl des Jahres 2011 gab es in Baden-Württemberg erstmals die Möglichkeit der Bildung einer grün-roten Koalition unter Führung von Winfried Kretschmann (Bündnis 90/Die Grünen). Nach dem Abschluss der Koalitionsverhandlungen zwischen den beiden Parteien wurde am 27. April 2011 der grün-rote Koalitionsvertrag von den Verhandlungsführern Winfried Kretschmann und Nils Schmid unterzeichnet. Die neue Landesregierung des Ministerpräsidenten Kretschmann wurde am 12. Mai 2011 im Landtag vereidigt. Bei der Landtagswahl 2016 verlor die Koalition ihre Mehrheit. Die Grünen gingen anschließend eine Koalition mit der CDU ein.

#### Berlin
Nach der Wahl zum Abgeordnetenhaus 1989 wurde in Berlin die zweite rot-grüne Landesregierung vereidigt. Allerdings waren daran nicht Die Grünen, sondern die Partei Alternative Liste für Demokratie und Umweltschutz (AL), die bis 1993 in Berlin antrat, beteiligt. Die AL entsandte mit Michaele Schreyer, Sybille Volkholz und Anne Klein drei Senatorinnen in den Senat Momper, von denen zwei parteilos und eine Mitglied der Grünen war. Im November 1990 zerbrach die Koalition nach Meinungsverschiedenheiten über die Räumung besetzter Häuser.
Bei der Wahl am 2. Dezember 1990 erzielte weder Rot-Grün noch Schwarz-Gelb eine Mehrheit, so dass eine Große Koalition unter CDU-Führung gebildet wurde. Diese Koalition zerbrach nach fast elf Jahren am 7. Juni 2001. Infolgedessen bildete Klaus Wowereit eine rot-grüne Minderheitsregierung, die von der PDS geduldet wurde. Dieser rot-grüne Senat hatte nur bis zum 17. Januar 2002 bestand und wurde nach der Wahl zum Abgeordnetenhaus vom 21. Oktober 2001 durch einen rot-roten Senat unter Wowereit abgelöst.
Bei der Abgeordnetenhauswahl 2006 in Berlin kamen Linkspartei und Grüne beide auf knapp über 13 Prozent der Stimmen und erhielten jeweils 23 Mandate. Klaus Wowereit hätte mit beiden Parteien regieren können, entschloss sich jedoch gegen eine rot-grüne Senatsbildung und für die Fortsetzung der Regierung mit der Linkspartei. Am 5. Mai 2009 kündigte die SPD-Abgeordnete Canan Bayram ihren Austritt aus der SPD und der SPD-Fraktion und ihren Wechsel zur Fraktion der Grünen an, so dass die rot-rote Koalition nur noch über eine Mehrheit von 75 Mandaten gegenüber 74 Mandaten der Opposition verfügte, wohingegen eine denkbare rot-grüne Koalition eine Mehrheit von 76 gegen 73 Stimmen gehabt hätte. Daher wurde von verschiedenen SPD-Politikern, wie dem Bundestagsabgeordneten und ehemaligen SPD-Generalsekretär Klaus Uwe Benneter, der Wechsel von Rot-Rot zu Rot-Grün gefordert.
Diese Debatte flaute jedoch mit dem Wechsel der Grünen-Abgeordneten Bilkay Öney zur SPD-Fraktion am 12. Mai 2009 und der damit verbundenen Wiederherstellung der alten Mehrheitsverhältnisse ab.
Die rot-rote Koalition verlor nach der Abgeordnetenhauswahl 2011 ihre Mehrheit, so dass der Wahlsieger SPD die Wahl des Koalitionspartners zwischen den Grünen und der CDU hatte. Nach Sondierungsgesprächen mit beiden Parteien entschied sich Wowereit trotz der knappen Mehrheit im Parlament für Koalitionsverhandlungen mit den Grünen. Diese wurden am 5. Oktober 2011, dem ersten Verhandlungstag, abgebrochen und auf Grund der unterschiedlichen Ansichten zum Ausbau der Stadtautobahn für gescheitert erklärt.

#### Bremen
Nach der Bürgerschaftswahl im Juni 2007 bildete die SPD nach zwölf Jahren großer Koalition eine rot-grüne Koalition unter Jens Böhrnsen. Diese Koalitionsbildung stellte die erste rot-grüne Koalition auf Landesebene nach der rot-grünen Niederlage auf Bundesebene 2005 dar. Bei der Bürgerschaftswahl im Jahr 2011 wurde das Bündnis mit deutlich vergrößerter Mehrheit bestätigt und auch nach schweren Verlusten beider Koalitionspartner bei der Wahl 2015 fortgesetzt.
Bei der Bürgerschaftswahl 2019 verlor die Koalition ihre Mehrheit. Infolgedessen kam es zur Bildung einer rot-grün-roten Koalition unter Andreas Bovenschulte und damit zur ersten Regierungsbeteiligung der Linkspartei in einem westdeutschen Bundesland.

#### Hamburg
Infolge der Bürgerschaftswahlen 1997 in Hamburg wurde eine rot-grüne Regierung unter Ortwin Runde gebildet, die bis 2001 regierte. Die GAL hatte in den Senat Runde vier Senatoren entsandt.
Nachdem die SPD bei der Bürgerschaftswahl 2015 die absolute Mehrheit verloren hatte, regiert die GAL wieder in einer Rot-Grünen Koalition mit und ist mit drei Ressorts im zweiten Senat Scholz vertreten. Diese Koalition wurde auch unter Scholz’ Nachfolger Peter Tschentscher fortgesetzt und nach den Bürgerschaftswahlen 2020 und 2025 weitergeführt.

#### Hessen
Die erste rot-grüne Koalition kam in Hessen (nach 18-monatiger Tolerierung einer SPD-Minderheitsregierung durch die Grünen) am 12. Dezember 1985 unter Ministerpräsident Holger Börner zustande. Der einzige grüne Minister im Kabinett Börner III war Umweltminister Joschka Fischer. Die Koalition zerbrach am 9. Februar 1987 nach 14 Monaten. Bei der Landtagswahl am 5. April 1987 erzielten CDU und FDP eine Mehrheit, und Walter Wallmann wurde der erste christdemokratische Ministerpräsident Hessens.
Vier Jahre später kam es nach der Landtagswahl 1991 zu einer Neuauflage von Rot-Grün unter Ministerpräsident Hans Eichel, die 1995 bestätigt wurde. 1999 konnte der CDU-Politiker Roland Koch mit einem Wahlkampf gegen rot-grüne Politik auf Landes- und auf Bundesebene in die Staatskanzlei einziehen.
Bei der Landtagswahl am 27. Januar 2008 verlor Ministerpräsident Koch seine absolute Mehrheit und erreichte auch mit der FDP keine regierungsfähige Mehrheit. Im Anschluss versuchte die SPD-Landesvorsitzende Andrea Ypsilanti eine rot-grüne Minderheitsregierung unter Tolerierung einer dritten Partei (z. B. der Linken) zu bilden, was jedoch im November 2008 auf Grund mangelnder Unterstützung in den eigenen Reihen scheiterte.

#### Niedersachsen
Im Juni 1990 wurden mit Waltraud Schoppe und Jürgen Trittin in Niedersachsen die ersten grünen Minister nach Joschka Fischer vereidigt. Ministerpräsident wurde damals Gerhard Schröder, der jedoch nach der Wahl 1994 vier Jahre lang mit absoluter Mehrheit ohne Koalition regieren konnte.

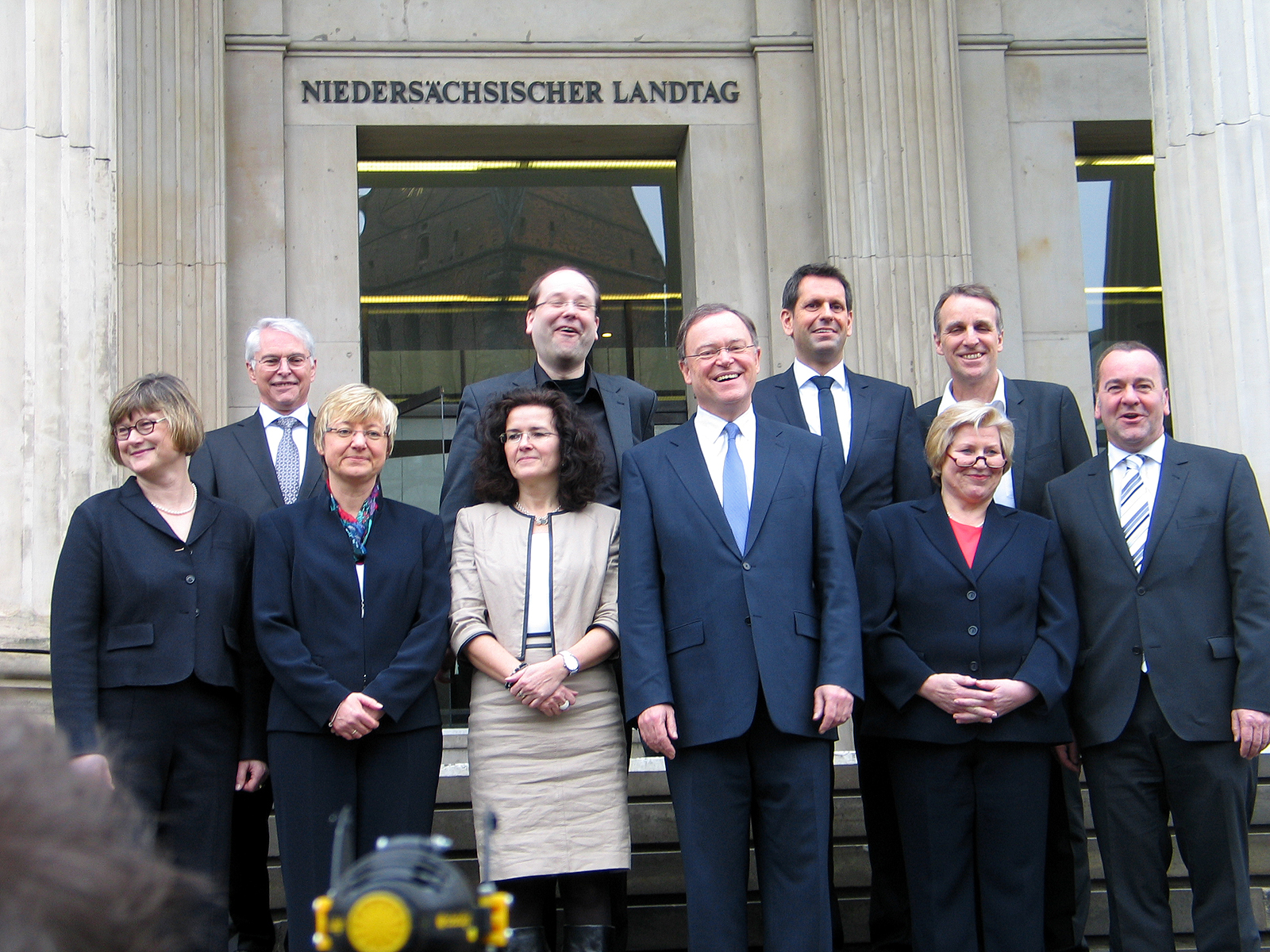
Gruppenbild des ersten rot-grüne Regierungskabinett Stephan Weils mit seinen Ministern und Ministerinnen vor dem Niedersächsischen Landtag. (2013)

Nach der Landtagswahl in Niedersachsen 2013 kam es zu einer Neuauflage von Rot-Grün, diesmal unter dem neuen Ministerpräsidenten Stephan Weil (SPD). In dieser Koalition stellen die Grünen vier der neun Minister. Die Koalition verlor 2017 durch den Wechsel der Abgeordneten Elke Twesten von den Grünen zur CDU ihre Mehrheit. Bei der vorgezogenen Wahl am 15. Oktober 2017 gelang es der rot-grünen Koalition nicht, ihre Mehrheit zurückzugewinnen. Nach der Wahl wurde eine Große Koalition gebildet.
Nach der Landtagswahl in Niedersachsen 2022 kam es zu einer Neuauflage von Rot-Grün in den Kabinetten Weil III und Lies.

#### Nordrhein-Westfalen
Nachdem die SPD 1995 unter Ministerpräsident Johannes Rau die absolute Mehrheit verloren hatte, bildeten SPD und Grüne auch dort eine rot-grüne Koalition, wobei Rau nach Presseberichten über diese Koalition nicht begeistert war. Unter anderem gab es immer wieder Konflikte um den Braunkohletagebau (Garzweiler II).
Nachdem die Koalition 2000 unter Raus Nachfolger Wolfgang Clement bestätigt wurde, verlor Clements Nachfolger Peer Steinbrück die Landtagswahl 2005, infolgedessen ging die SPD nach 39 Jahren in die Opposition. Diese Wahlniederlage der damals letzten rot-grünen Koalition auf Landesebene hatte zur Folge, dass Bundeskanzler Gerhard Schröder und der SPD-Vorsitzende Franz Müntefering (der selbst aus NRW stammt), für die Bundesebene Neuwahlen beschlossen, die zur Bildung der großen Koalition unter Angela Merkel führte.

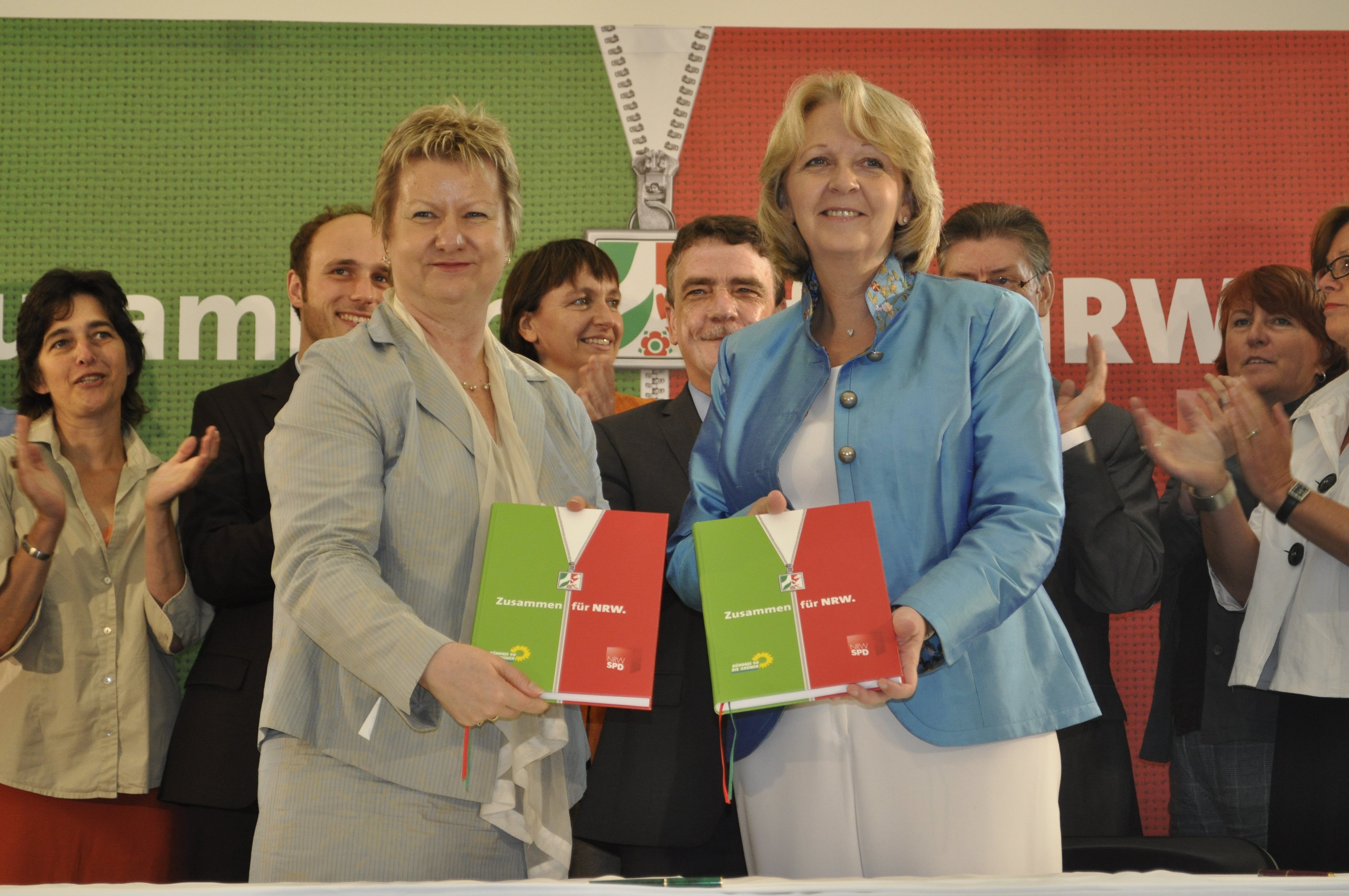
Hannelore Kraft (r.) und Sylvia Löhrmann (l.) bei der Unterzeichnung des rot-grünen Koalitionsvertrags im Juli 2010

Nach der Landtagswahl 2010, bei der die CDU/FDP-Koalition ihre Mehrheit verlor, entschieden sich die gemeinsam um zehn Sitze stärkeren SPD und Grünen für die Bildung einer Minderheitsregierung unter der SPD-Frau Hannelore Kraft.

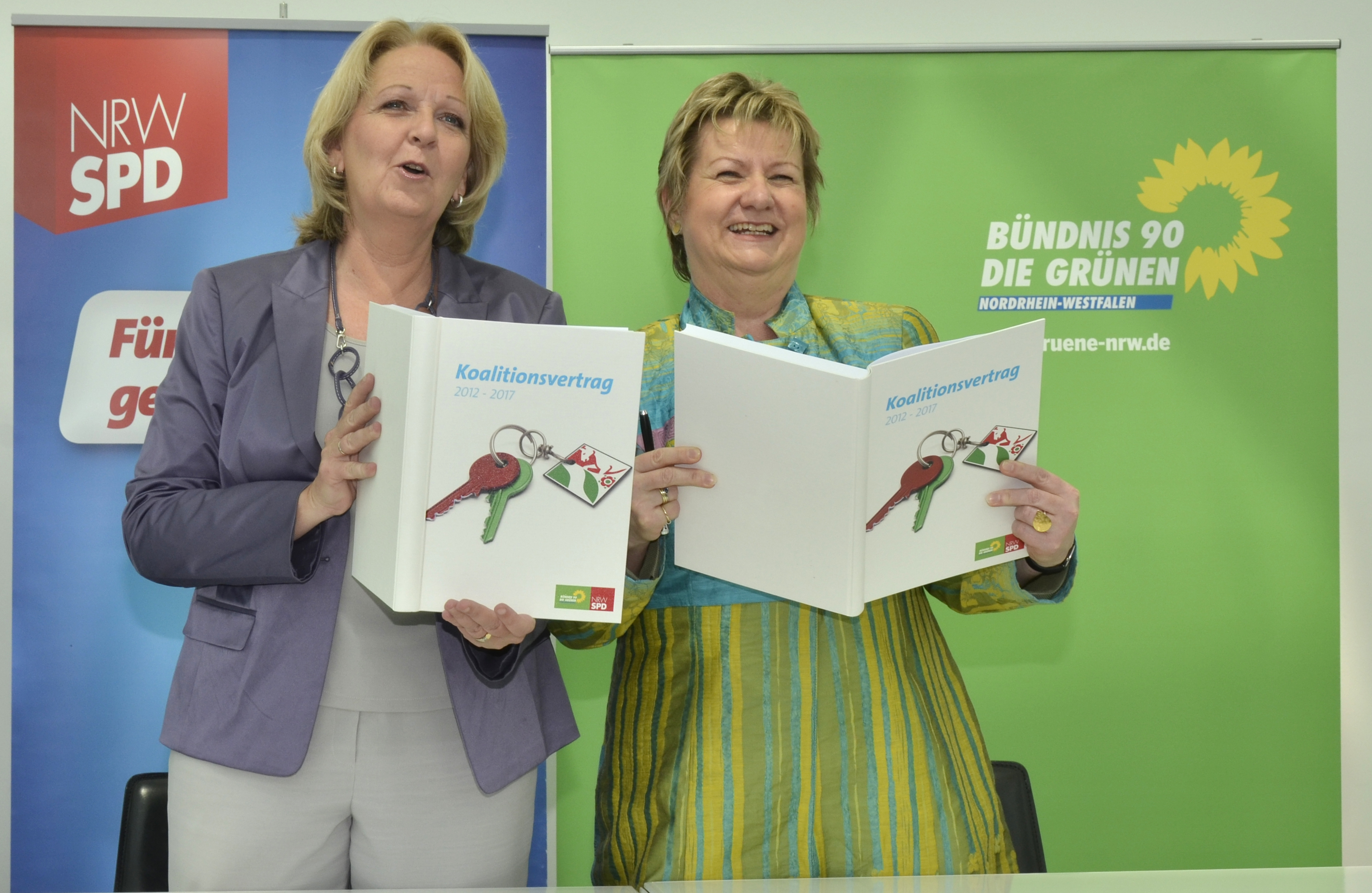
Hannelore Kraft (l.) und Sylvia Löhrmann (r.) bei der Unterzeichnung des rot-grünen Koalitionsvertrags im Juni 2012

Nach der Landtagswahl vom 13. Mai 2012 regierte Rot-Grün wieder mit einer eigenen parlamentarischen Mehrheit. Bei der Landtagswahl 2017 erhielten SPD und Grüne zusammen nur noch 37,6 % der Stimmen, das schlechteste Ergebnis, das jemals eine nordrhein-westfälische Landesregierung erzielte. Beide Parteien gingen in die Opposition.

#### Rheinland-Pfalz
Bei der Landtagswahl am 27. März 2011 verlor die SPD mit 35,7 Prozent der Stimmen unter Kurt Beck ihre absolute Mehrheit. Da die Grünen mit 15,4 Prozent ihren Stimmanteil mehr als verdreifachen konnten, ergab sich eine deutliche rot-grüne Mehrheit. Nach erfolgreichen Koalitionsverhandlungen und der erneuten Wahl Becks zum Ministerpräsidenten wurden Eveline Lemke, Irene Alt und Ulrike Höfken als erste grüne Ministerinnen von Rheinland-Pfalz im Landtag vereidigt. Bei Landtagswahl 2016 erlitten die Grünen schwere Verluste und die Koalition verlor ihre Mehrheit. Die Koalition wurde daraufhin um die FDP erweitert.

#### Schleswig-Holstein
Nach Verlust der absoluten Mehrheit der SPD im Jahr 1996 gingen SPD und Grüne eine Koalition unter Heide Simonis ein, die im Jahr 2000 bestätigt wurde.
Die Landtagswahl 2005 brachte kein eindeutiges Ergebnis: Weder Rot-Grün noch Schwarz-Gelb erzielten eine Mehrheit, sodass entscheidend war, wie sich die beiden Abgeordneten der dänischen Minderheitenpartei SSW verhalten würden. Nachdem diese sich zu einer Tolerierung der rot-grünen Minderheitsregierung bereit erklärt hatten, kam es bei der Ministerpräsidentenwahl am 17. März 2005 zum Eklat: Ein Abgeordneter der geplanten Koalition versagte Heide Simonis in vier Wahlgängen die Zustimmung. Heide Simonis trat daraufhin nach zwölf Dienstjahren zurück, ihr Nachfolger Peter Harry Carstensen (CDU) bildete eine große Koalition mit der SPD. Bei der Landtagswahl am 27. September 2009 erhielten CDU und FDP eine knappe Mehrheit im Parlament und bildeten eine schwarz-gelbe Koalition. Auf Grund eines verfassungswidrigen Wahlrechts musste es zu vorgezogenen Neuwahlen kommen. Bei der Landtagswahl am 6. Mai 2012 verloren CDU und FDP ihre Mehrheit, während SPD, Grüne und SSW eine knappe Mehrheit im Parlament erzielten und in der Folge eine gemeinsame Koalition bildeten, die so genannte Küstenkoalition. Am 12. Juni 2012 wurde Torsten Albig (SPD) zum Ministerpräsidenten gewählt. Diese Koalition verlor bei der Landtagswahl 2017 ihre Mehrheit, anschließend kam es zu einer Koalition aus CDU, Grünen und FDP.

### Kommunale Ebene

#### Bochum
In Bochum regieren SPD und Grüne seit 2009 gemeinsam. Nach den Ratswahlen 2014 und 2020 wurden die Koalitionsverträge neu aufgelegt und die Koalition weiter geführt.

#### Braunschweig
Nach der Ratswahl 2021 schlossen sich SPD und Grüne, welche die beiden stärksten Fraktionen im Braunschweiger Stadtrat sind, zu einer Stadtregierung unter Oberbürgermeister Thorsten Kornblum (SPD) zusammen.

#### Dortmund
Zwischen 2004 und 2009 regierten in Dortmund SPD und Grüne auf kommunaler Ebene. Nach vielen Konflikten zwischen den Regierungsparteien wurde diese Koalition nach der Ratswahl 2009 nicht fortgesetzt. Seitdem regiert die SPD in Dortmund mit wechselnden Mehrheiten. Einige Beschlüsse werden auch gemeinsam mit den Grünen verabschiedet.

#### Duisburg
Nach der Ratswahl 2020 gab es Gespräche zwischen der Duisburger SPD und den Duisburger Grünen über eine solche Koalition auf lokaler Ebene. Diese beiden Parteien verfügen jedoch (Stand: Ratswahl 2020) nur über 51 der 102 Sitze des Duisburger Stadtrats. Für eine Mehrheit wäre die Stimme des Oberbürgermeisters Sören Link (SPD) notwendig.

#### Düsseldorf
In Düsseldorf regierten SPD und Grüne zwischen 1994 und 1999, um die Oberbürgermeisterin Marie-Luise Smeets zu unterstützen.

#### Frankfurt am Main
Nachdem sich die Frankfurter CDU mit ihrem Projekt Schienenfreie Innenstadt in der Frankfurter Bevölkerung unbeliebt gemacht hatte, verlor diese bei der Wahl 1989 die absolute Mehrheit und es bildete sich eine Rot-grüne Koalition, die sich vorher gegen das Projekt Schienenfreie Innenstadt stellte.

#### Hannover
1996 wurde der bisherige Oberbürgermeister Herbert Schmalstieg mit der ersten Direktwahl bestätigt und es bildete sich eine Rot-grüne Koalition in Hannover. Nach der Ratswahl 2021, bei der die Grünen erstmals stärkste Kraft wurden, einigten sich Grüne und SPD auf eine Zusammenarbeit im Stadtrat. Mit dem Wechsel der bisher in der Fraktion der Linkspartei sitzenden Lea Sankowske wurde die SPD stärkste Fraktion. 2023 zerplatzte das Bündnis in Hannover.

#### München
In München regierten SPD und Grüne gemeinsam der Rosa Liste zwischen 1996 und 2014. Nach der Kommunalwahlen 2014 verlor diese Regierung ihre Mehrheit im Münchener Stadtrat. Bei Kommunalwahlen 2020 wurden die Grünen jedoch stärkste Kraft im Münchener Stadtrat und bilden seitdem mit der SPD die Stadtregierung. Seit Ende April 2020 sind außerdem noch die Rosa Liste und Volt an der Münchener Stadtregierung beteiligt.

#### Wiesbaden
In Wiesbaden bildeten SPD und Grüne zwischen 1997 und 2001 die Stadtregierung.

### Rot-grüne Minderheitsregierungen
Rot-grüne Minderheitsregierungen gab es in Sachsen-Anhalt und in Berlin. Beide Male wurde die Regierung von der PDS toleriert. Dies wird auch in Anlehnung an die Regierung in Sachsen-Anhalt (1994 bis 1998) Magdeburger Modell genannt. Reinhard Höppner war hier Ministerpräsident. Erneut wurde diese Variante in Berlin unter Klaus Wowereit praktiziert; in Hessen scheiterte dieses Modell 2008 am Widerstand von vier SPD-Abgeordneten.
In Nordrhein-Westfalen gab es mit dem ersten Kabinett Kraft vom 15. Juli 2010 bis zum 20. Juni 2012 auch eine rot-grüne Minderheitsregierung. Diese folgte jedoch nicht dem Magdeburger Modell, da sie auf wechselnde Mehrheiten setzte und sowohl bei der Linkspartei als auch bei CDU und FDP um Zustimmung warb. Bei den Haushaltsberatungen 2012 verweigerte die Opposition geschlossen ihre Zustimmung zum Haushalt, sodass der Landtag sich auflöste. Zur Mehrheit im Landtag fehlte der Regierung eine Stimme. Bei der Landtagsneuwahl vom 13. Mai 2012 erzielten SPD und Grüne eine Mehrheit der Sitze im Landtag.

### Ungenutzte rot-grüne Mehrheiten
Von 1991 bis 1996 und von 2001 bis 2006 gab es im rheinland-pfälzischen Landtag eine Mehrheit für SPD und Grüne. SPD-Spitzenkandidat Rudolf Scharping entschloss sich allerdings nach dem Wahlsieg 1991 zu einer sozialliberalen Koalition. Auch sein Nachfolger Kurt Beck setzte die Kooperation mit der FDP von 1994 bis 2006 fort. Nach der Wahl 1996 entschied sich die FDP gegen eine Regierung mit der CDU, die wegen der Stärke der FDP eine Mehrheit gehabt hätte, und fünf Jahre später wollte auch die SPD lieber mit der FDP als mit den Grünen regieren. Bei der Landtagswahl 2006 verfehlten die Grünen den Einzug ins Landesparlament und die SPD erzielte die absolute Mehrheit im Landtag.
In Hamburg zog Henning Voscherau zwischen 1993 die Statt Partei als Regierungspartner trotz rot-grüner Mehrheit vor. Nachdem die Statt-Partei bei der Bürgerschaftswahl 1997 aus der Bürgerschaft ausschied, und der SPD-Landesverband beschloss, die rot-grüne Koalition doch einzugehen, legte Voscherau sein Amt als Erster Bürgermeister nieder.
In Bremen stimmte 1995 bei einem Mitgliederentscheid der SPD eine knappe Mehrheit für eine Koalition mit der CDU statt für eine Koalition mit den Grünen. Auch nach den Bürgerschaftswahlen 1999 und 2003 koalierte die SPD trotz rechnerischer Möglichkeit nicht mit den Grünen, sondern mit der CDU.
Die von 2006 bis 2016 bestehende rot-grüne Mehrheit im Abgeordnetenhaus von Berlin wurde politisch ebenfalls nicht genutzt. Der damalige Regierende Bürgermeister Klaus Wowereit setzte nach der Abgeordnetenhauswahl 2006 seine rot-rote Regierung fort. 2011 ergab sich wieder eine – wenn auch knappe – rot-grüne Mehrheit, diesmal jedoch keine zusätzliche rot-rote. Nachdem die SPD sowohl mit den Grünen als auch mit der CDU Sondierungsgespräche geführt hatte, entschied sich Wowereit zunächst für eine rot-grüne Regierung, brach die Koalitionsgespräche jedoch am ersten Verhandlungstag ab und bildete mit der CDU eine große Koalition.

### Rot-Grün als Gesellschaftsprojekt
Mit dem Begriff Rot-Grün wird mitunter auch ein Gesellschaftsprojekt verbunden, bei dem Mitglieder der 68er-Generation wie z. B. Joschka Fischer den Marsch durch die Institutionen antreten wollten, um in der Gesellschaft mehr Toleranz gegenüber Minderheiten, größere Akzeptanz gegenüber der Emanzipation von Frauen und Männern und mehr Achtsamkeit gegenüber der Umwelt zu erreichen. In der Agrarpolitik wird die Agrarwende und in der Energiepolitik die Energiewende mit rot-grüner Politik assoziiert.
In positivem Zusammenhang wird der Begriff mit den erwähnten Entwicklungen in Verbindung gebracht, in negativem Zusammenhang wird mit Rot-Grün vor allem Utopismus und eine zu unkritische oder gar blinde Haltung gegenüber den Integrationsproblemen von Immigranten assoziiert. Aus jener sozialpolitischen Sichtweise wird das Projekt Rot-Grün mit der verlorenen Wahl der Regierungskoalition auf Bundesebene zwischen der SPD und der Partei Bündnis 90/Die Grünen bei der Bundestagswahl 2005 als entweder gescheitert oder aber als erfolgreich angesehen, je nachdem, wie die Themen gewichtet werden.

### Grün-Rot
Nach der Landtagswahl in Baden-Württemberg 2011 bestand erstmals eine Mehrheit für eine umgekehrte Variante des bisher gekannten Bündnisses, mit den Grünen als Senior- und der SPD als Juniorpartner. Diese Mehrheitsoption wurde genutzt und Winfried Kretschmann zum ersten grünen Ministerpräsidenten überhaupt gewählt.

#### Bisherige Regierungskabinette
| Koalitionen von SPD und Bündnis 90/Die Grünen | Koalitionen von SPD und Bündnis 90/Die Grünen | Koalitionen von SPD und Bündnis 90/Die Grünen                  |
| Dauer                                         | Land/Bund                                     | Kabinett                                                       |
| --------------------------------------------- | --------------------------------------------- | -------------------------------------------------------------- |
| 1985–1987                                     | Hessen                                        | Kabinett Börner III                                            |
| 1989–1990                                     | Berlin                                        | Senat Momper (AL mit SPD)                                      |
| 1990–1994                                     | Niedersachsen                                 | Kabinett Schröder I                                            |
| 1991–1999                                     | Hessen                                        | Kabinett Eichel I und II                                       |
| 1994–1998                                     | Sachsen-Anhalt                                | Kabinett Höppner I, durch PDS toleriert                        |
| 1995–2005                                     | Nordrhein-Westfalen                           | Kabinett Rau V, Kabinett Clement I und II, Kabinett Steinbrück |
| 1996–2005                                     | Schleswig-Holstein                            | Kabinett Simonis II und III                                    |
| 1997–2001                                     | Hamburg                                       | Senat Runde (SPD mit GAL)                                      |
| 1998–2005                                     | Bundesregierung                               | Kabinett Schröder I und II                                     |
| 2001–2002                                     | Berlin                                        | Senat Wowereit I, durch PDS toleriert                          |
| 2007–2019                                     | Bremen                                        | Senat Böhrnsen II, III und Sieling                             |
| 2010–2017                                     | Nordrhein-Westfalen                           | Kabinett Kraft I (toleriert durch Die Linke) und II            |
| 2011–2016                                     | Baden-Württemberg                             | Kabinett Kretschmann I, grün-rote Koalition                    |
| 2011–2016                                     | Rheinland-Pfalz                               | Kabinett Beck V und Dreyer I                                   |
| 2013–2017                                     | Niedersachsen                                 | Kabinett Weil I                                                |
| seit 2015                                     | Hamburg                                       | Senat Scholz II, Tschentscher I, II und III                    |
| 2022–2025                                     | Niedersachsen                                 | Kabinett Weil III                                              |
| seit 2025                                     | Niedersachsen                                 | Kabinett Lies                                                  |

## Österreich
In Österreich bedeutet die Bezeichnung „Rot-grüne Koalition“ eine Koalition aus SPÖ und Grünen.
Auf Länderebene war erstmals 2004 in Salzburg eine rot-grüne Koalition im engeren Sinne möglich. Diese Option wurde allerdings von der SPÖ unter Gabi Burgstaller zugunsten einer rot-schwarzen Koalition abgelehnt.
In Städten wie Linz oder Salzburg gibt es seit einigen Jahren ebenfalls eine freie Mehrheitsbildung, wobei es in einigen Fällen eine rot-grüne Kooperation gab.

### Wien
Bei der Landtags- und Gemeinderatswahl in Wien 2010 verlor die Wiener SPÖ ihre absolute Mandatsmehrheit. Infolge kam es zu Sondierungsgesprächen zwischen der SPÖ und den Wiener Grünen. Am 22. Oktober begannen die ersten rot-grünen Koalitionsverhandlungen auf Landesebene. Am 12. November 2010 wurde das rot-grüne Koalitionsabkommen für Wien präsentiert.
Ab dem 25. November 2010 regierte die SPÖ unter Bürgermeister Michael Häupl mit den Grünen unter Vizebürgermeisterin Maria Vassilakou in Wien.
Die nach der Landtags- und Gemeinderatswahl in Wien 2015 gebildete Neuauflage der Rot-Grünen Koalition wurde am 24. November 2015 mit der Landesregierung Häupl VI angelobt.
Am 24. Mai 2018 wurde Michael Ludwig als Nachfolger von Michael Häupl Bürgermeister, am 26. Juni 2019 folgte Birgit Hebein als Vizebürgermeisterin in Landesregierung und Stadtsenat Ludwig I nach.

### Kärnten
In Kärnten ergab sich nach der Landtagswahl 2013 eine knappe rot-grüne Mehrheit im Landtag und der Landesregierung. Anfang März einigten SPÖ und Grüne sich auf eine Zusammenarbeit, Gespräche für eine Dreierkoalition mit der ÖVP im Rahmen einer rot-schwarz-grünen Koalition für die Sicherstellung einer Zweidrittelmehrheit folgten. Bei der Landtagswahl 2018 schieden die Grünen aus dem Landtag und anschließend aus der Landesregierung aus.

### Burgenland
Nach der Landtagswahl im Burgenland 2025 wurde am 6. Februar 2025 die rot-grüne Landesregierung Doskozil III unter Landeshauptmann Hans Peter Doskozil (SPÖ) und Anja Haider-Wallner (Grüne) als Landeshauptmann-Stellvertreterin gewählt und angelobt.

## Norwegen
In Norwegen wird die Koalition der Arbeiderpartiet, der Sosialistisk Venstreparti und der Senterpartiet als rot-grüne Koalition bezeichnet.
In Norwegen bestand von 2005 bis 2013 eine Koalition aus sozialdemokratischer Arbeiderpartiet (Ap), der grün-sozialistischen Sosialistisk Venstreparti (SV) und der Bauernpartei Senterpartiet (Sp). In Norwegen erfüllt die Sosialistisk Venstreparti weitgehend die Rolle einer grünen Partei, während die grüne Partei Miljøpartiet De Grønne erst seit 2013 im Parlament vertreten ist. Ökologische Themen sind in Norwegen auch in den etablierten Parteien, insbesondere in der Senterpartiet, stark vertreten.

## Island
In Island regierte von 2009 bis 2013 eine rot-grüne Koalition aus Allianz und Links-Grüner Bewegung in der Regierung Jóhanna Sigurðardóttir II.

## Schweden
In Schweden regierte von Herbst 2014 bis Herbst 2021 eine rot-grüne Minderheitsregierung.